# Trichomesini
Trichomesini son una  tribu de coleópteros polífagos crisomeloideos de la familia Cerambycidae. Comprende un solo género Trichomesia con una sola especie: Trichomesia newmani Pascoe, 1859 
Es originaria de Australia.